# Eerste emissie Genève

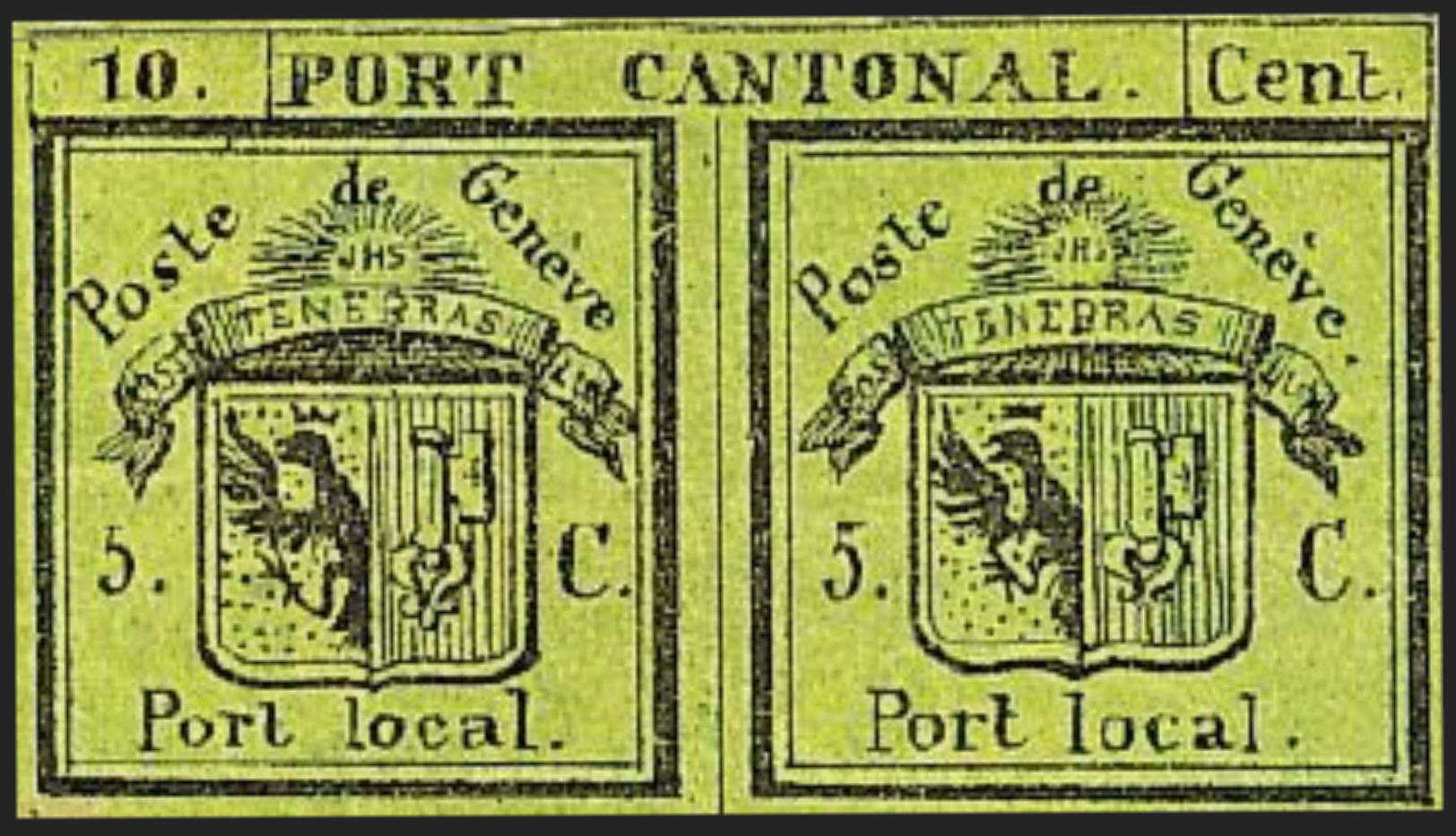
Eerste emissie Genève

De eerste emissie Genève ook bekend als Doppelgenf, is een postzegel die op 30 september 1843 werd uitgegeven door het kanton Genève. Alle kantonnale zegels kregen op 1 oktober 1849 geldigheid in heel Zwitserland (tot 30 september 1854).
De zegel bestaat uit twee wapenschilden met een gemeenschappelijk bovenschrift "10 cent. Port Cantonal". Doorknippen van de dubbelzegel gaf twee halve zegels met elk een wapenschild en de tekst "5 c(ent). Port local". De zegel van 5+5 centime was bestemd voor kantonnale post en de halve zegel (5 centime) voor lokale post.
In 1845 was in Genève het tarief voor kantonnale post intussen gehalveerd. De postzegel van de tweede emissie had slechts één wapenschild met het opschrift "5 c. Port Cantonal". 
Filatelisten zien de dubbelzegel als één postzegel met een linker- en een rechterhelft. Zo'n paartje van twee halve zegels is nogal zeldzaam, dus duur, omdat veel zegels doormidden zijn geknipt. Dat was sowieso nodig bij een tarief van 5 centime (lokaal tarief of verlaagd kantonnaal tarief). Voor het tarief van 10 centime zijn ook wel halve zegels gebruikt, omdat de zegels tevoren op het postkantoor werden afgeknipt.